# Відео про знімання передвиборчого ролика Михайла Добкіна
Відео про знімання перевиборного ролика кандидата на посаду міського голови Харкова Михайла Добкіна було отримано шляхом вирізки та монтажу найбільш невдалих або епатажних фрагментів з дублів запису передвиборного ролика кандидата в міські голови Харкова Михайла Добкіна у грудні 2005 року знімання.
Після розміщення 27 вересня 2007 року в медіапросторі відео набуло широкої популярності, багатомільйонні перегляди користувачами Інтернет у всьому світі розійшлося на цитати і стало джерелом численних мемів.

Згідно зі статистикою YouTube на 28 вересня 2007 року, вже через 20 годин після розміщення відео з міським головою Харкова Михайлом Добкіним входило до десятки найпопулярніших у всесвітній мережі.
У січні 2008 року сайт «Городской дозор» на основі невідомого джерела опублікував добірку сцен, що не увійшли в першу частину.

## Створення

### Передумови
У грудні 2005 року кандидат у міські голови Харкова Михайло Добкін спільно зі своїм помічником Геннадієм Кернесом, майбутнім секретарем харківської міської ради, записував передвиборче звернення до харків'ян. Матеріали цього запису передвиборного ролика залишилися на студії. На виборах 26 березня 2006 року Добкін здобув перемогу, здолавши свого основного супротивника, Володимира Шумілкіна.

### Поява ролика

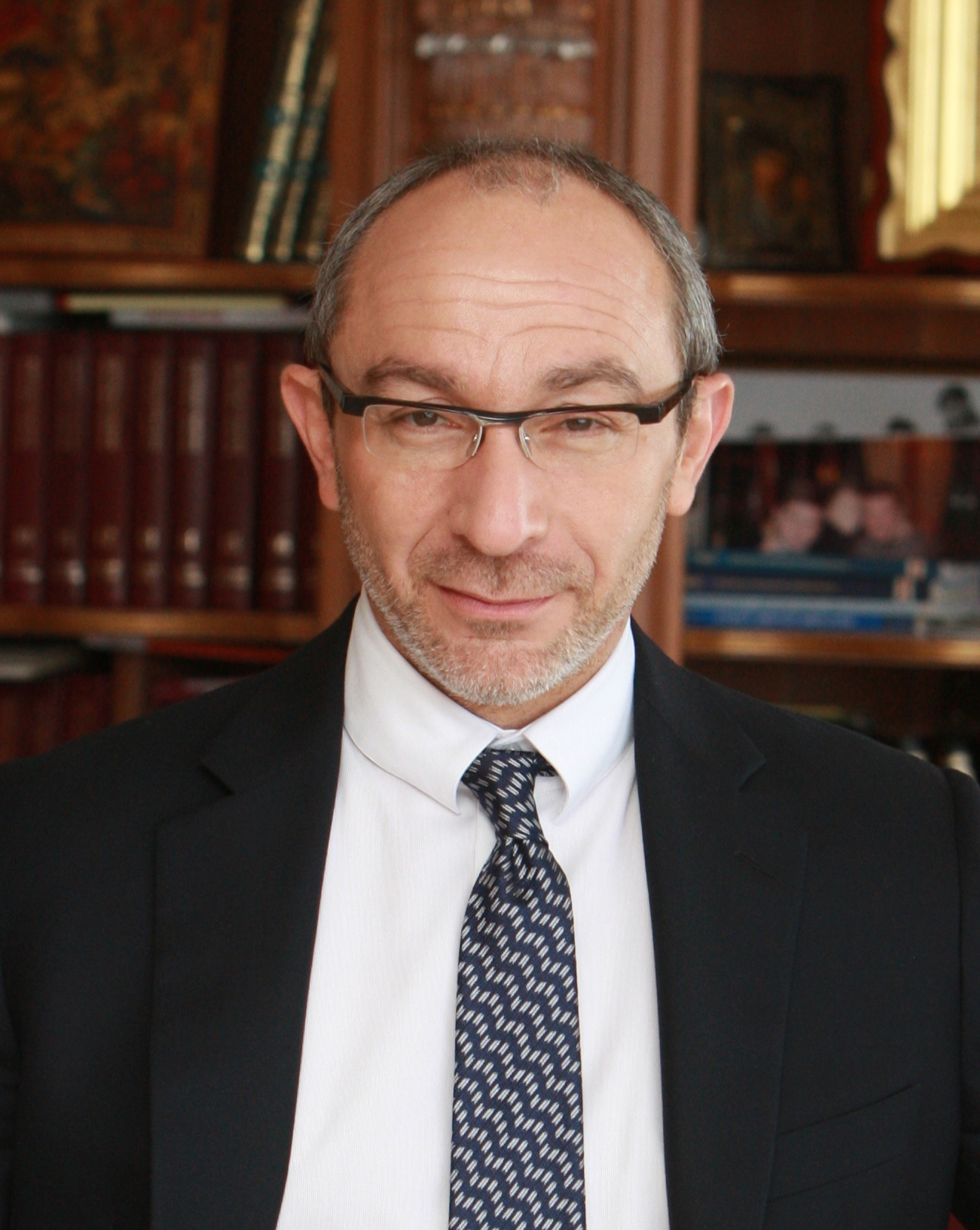
Геннадій Кернес, 2006 року — помічник та PR-менеджер кандидата на міського голову, основний «голос за кадром»

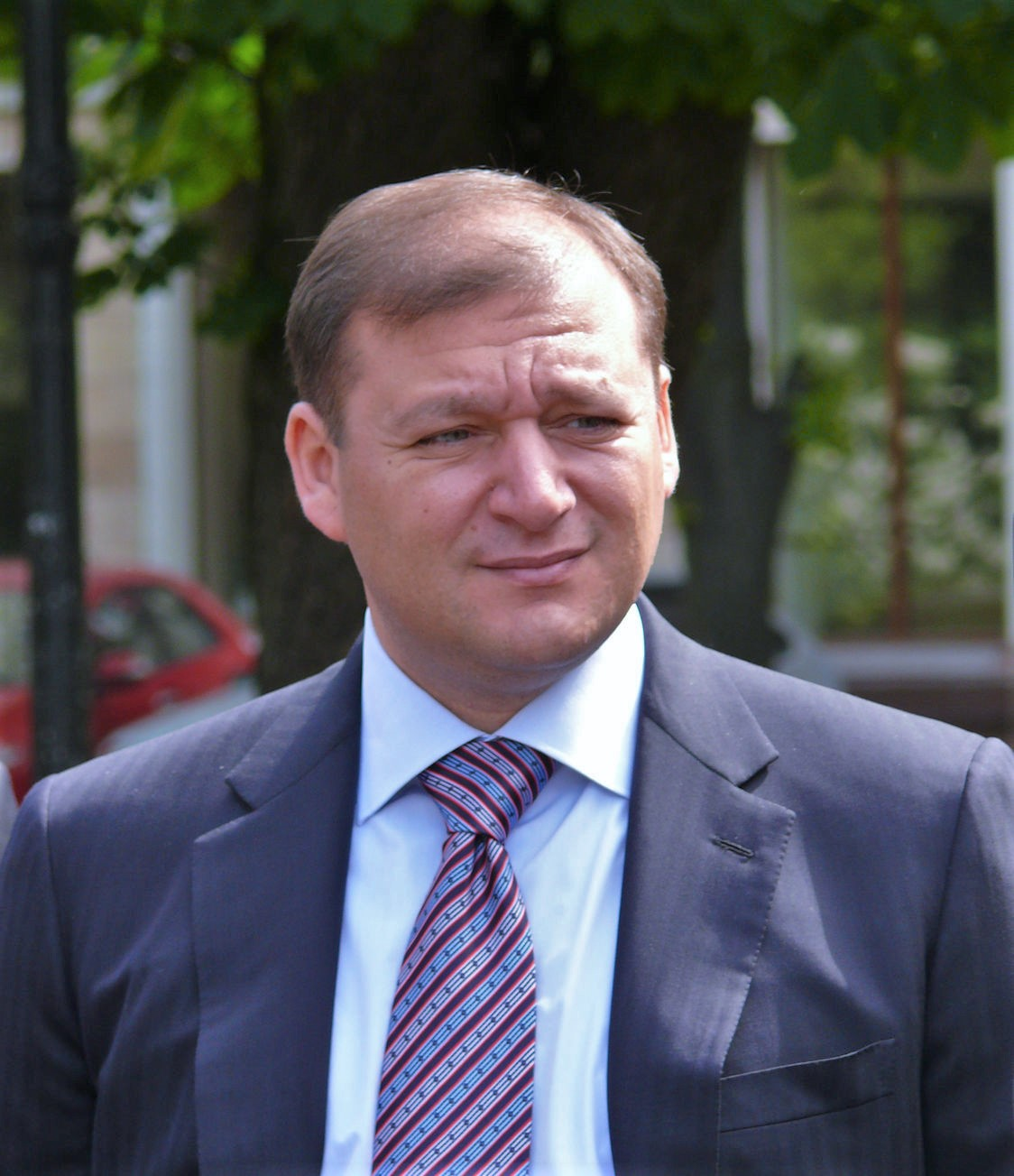
Михайло Добкін, у 2006 році – кандидат на посаду міського голови Харкова, головний герой передвиборчого ролика

Через півтора року з цих матеріалів був змонтований відеоролик, який спочатку був показаний на каналі ФОРА в передачі Андрія Войцеховського «Трибуна-ТВ»[джерело?]LENTA5, на опозиційному сайті «Городской дозор» (dozor.kharkov.ua), а потім викладений у вільний доступ до мережі Інтернет на Youtube та фрагментами продемонстрований на кількох харківських опозиційних телеканалах (АТН та ін.). Ролик був оприлюднений напередодні перевиборів до Верховної Ради України, які мали відбутися 30 вересня 2007 року. Вже першого дня після свого оприлюднення ролик отримав величезну популярність у користувачів мережі та глядачів і вийшов на 8 місце за популярністю в світі на той момент.

## Питання про авторство
Монтажник відео досі достеменно невідомий, але за деякими даними ним є тодішній харківський бізнесмен Владислав Протас.
Пізніше, у березні 2008 року Михайло Добкін у розмові з журналістом Дмитром Гордоном повідомив, що знає, кому може належати авторство ролика. Далі Добкін повідомив, що незважаючи на те, що він знає автора, не має наміру вчиняти жодних дій на його адресу.

## Розвиток події

### Реакція у Партії регіонів
Керівник штабу Партії регіонів Борис Колесніков, коментуючи появу в інтернеті відеороликів за участю Добкіна та Кернеса, заявив, що керівництво Партії регіонів має намір перевірити діяльність Михайла Добкіна на посаді міського голови Харкова. На запитання журналістів, чи сміявся сам Колесников, коли дивився цей ролик, він відповів: «Зрозуміло, що сміявся, але компетентність харківської влади не визначається роликом».

### Скандали навколо ролика
Влітку 2010 року в інтернеті з'явився запис телефонної розмови бізнесмена Ігоря Коломойського та Геннадія Кернеса, в якому Коломойський просив Кернеса підписати «папірець», згідно з яким 75% доходів від розміщення цього відео належить Коломойському, а 25% Кернесу.

### Наслідування
Міський голова м. Суми Геннадій Мінаєв, який допустив омовку у виразі «підпис тут», відеоролик з яким також був розміщений в інтернеті та користувався великою популярністю навесні 2011 року, активно змагався з популярністю ролика Добкіна та Кернеса та коментував процес цього змагання. Він заявив, що обігнав за кількістю переглядів відео з Добкіним, проте насправді він випередив лише динаміку приросту переглядів. На момент заяви кількість переглядів становила 0,5 млн., тоді як у ролика Добкіна і Кернеса було на той час вже більше 2 млн. переглядів.
Голова Харківської ОДА Олексій Кучер, який балотувався в  мери Харкова від «Слуги народу», записав передвиборчу агітацію у формі пародії. Реакція на пародію неоднозначна через те, Геннадій Кернес на той момент лікувався від COVID-19.

## Гумористичні пародії
- Андрій Молочний та Антон Лірник (Comedy Club Україна) у 2009 році випустили пародію на відео про знімання передвиборчого ролика М. Добкіна[16].
- Гумористична телепередача «Велика різниця по-українськи» в 2009 році зобразила новорічне звернення М. Добкіна до харків'ян у стилі відео з роликом передвиборчого звернення Добкіна[17], а в 2011 році зобразила учасників ролика Добкіна і Кернеса кін б'ється з Лю Кангом під коментарі Кернеса, аналогічні коментарям передвиборчого ролика[18].
- У кінофільмі «День виборів 2», що вийшов у російський прокат у 2016 році, епізод з телевізійною зйомкою кандидата в губернатори Віктора Балашова є пародією на відео про знімання ролика Добкіна[19].

## У кінодокументалістиці
Микита Міхалков у своєму фільмі «Російський філософ Іван Ільїн» (лютий, 2012) використав образ Михайла Добкіна, який записує даний ролик-звернення до виборців, для аргументування шкідливості демократичних виборів керівників органів місцевої влади.
У відповідь Добкін опублікував відкритий лист до Микити Міхалкова, де заявив: «Шановний Микито Сергійовичу! Будучи давнім шанувальником Вашого таланту, був здивований особистою увагою до моєї персони. Не приховую — не очікував, що Ви так високо оціните мої скромні можливості впливу на вибір Ваших співвітчизників».

## Крилаті фрази, що з'явилися після ролика

### Фрази Добкіна
- «Немножко текст по-дэбильному написан»,[22][23], що пізніше перетворилась в популярний стійкий мем «по-дебільному»[24]
- «Тексты пишите нормальные. Пишете херню какую-то»
- «Геша, ты как попугай откуда-то вещаешь»[25]

### Фрази Кернеса
- «Миша, скажи, чё ты такой умный? Ты читай то, шо тебе дали! Токо с выражением, и всё, блядь…»[26]
- «Чё ты сказал — „жилые дома“, и начал чвякать-хуякать!!»
- «Миша, всё переписываем, у тебя скучное лицо, тебе никто денег не даст»[27]
- «Давай по новой, Миша, всё хуйня!», що згодом також стала популярним мемом.